# Grabie (herb szlachecki)

Herb Grabie

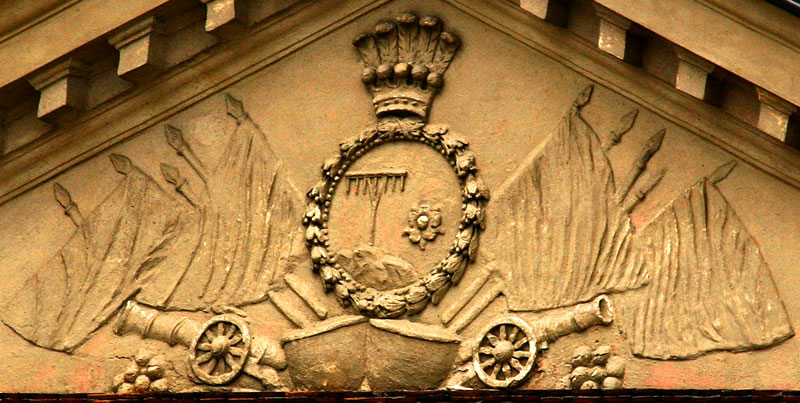
Tympanon z herbem Lipskich (Grabie). Pałac w Czerniejewie

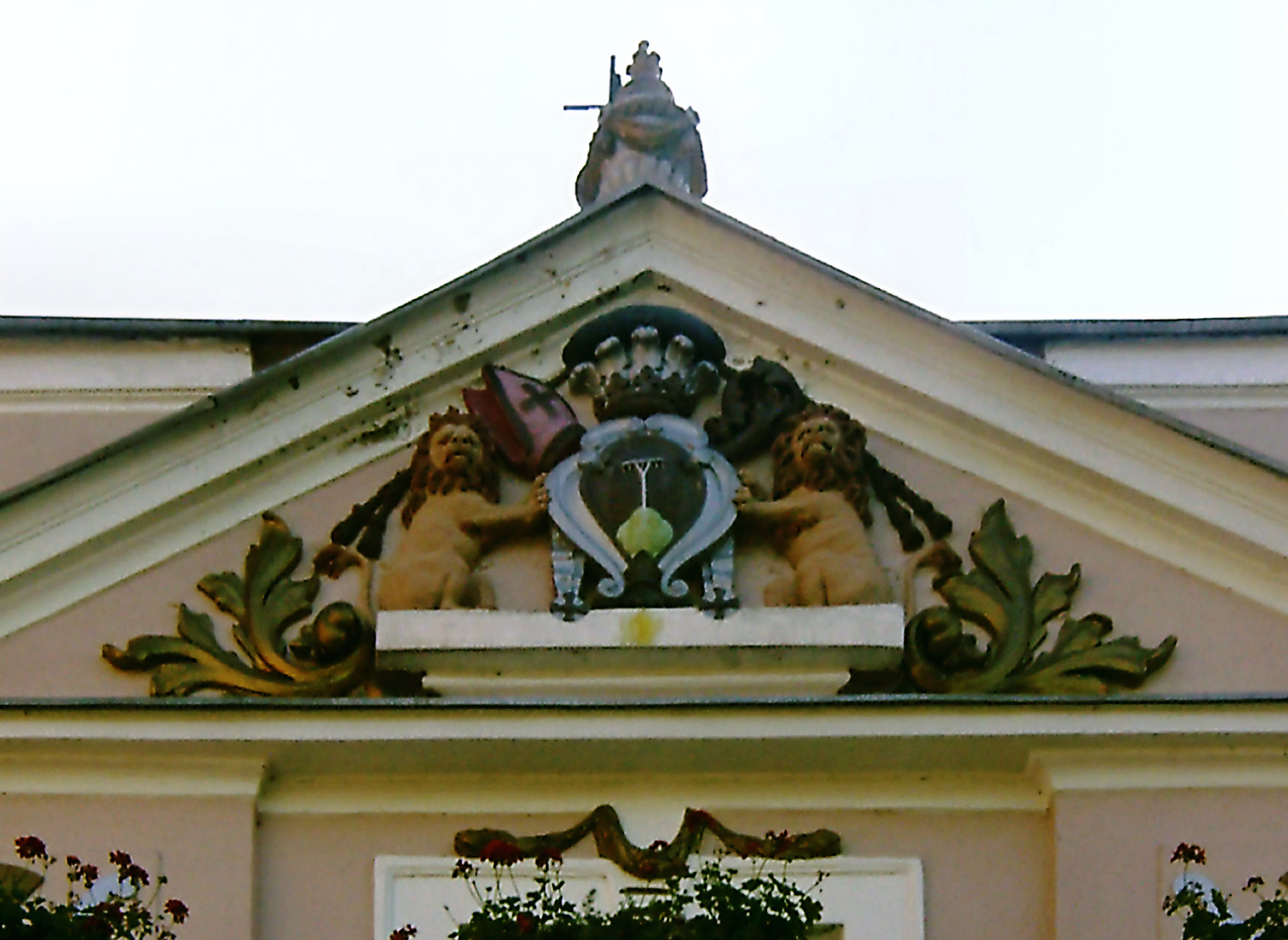
Tympanon pałacu infułatów w Choczu

Grabie (Chlewiotki, Grabia, Grabic, Graby, Kocina, Rastrum, Szczuki) – polski herb szlachecki, noszący zawołania Grabia, Grabie i Kocina.

## Opis herbu
Mają być Grabie białe do góry postawione, i utkwione na wzgórku zielonym, o siedmiu zębach, w polu źółtem, nad hełmem i koroną piór pięć strusich.

GRABIE, Graby, Grabia, Kocina, Chlewiotki. — W polu zlotem na pagórku zielonym wetknięte – srebrne siedmiozębne. Nad hełmem w koronie pięć piór strusich.

Piotr Nałęcz Małachowski, Zbiór Nazwisk Szlachty, Lublin 1805:
"W polu żółtym, na wzgórku zielonym utkwione w prost do góry białe grabie o siedmiu zębach. W Hełmie nad Koroną pięć piór strusich"

## Herbowni
Archutowski, Arcichowski, Arciechowski, Artychowski.
Bieniaszowski.
Chlewiotka, Chlewiotko, Czaplicki, Czarniawski, Czarnomski, Czarnowski, Czeczerba, Czeczerbo, Czepirski, Czuprynowski, Czuranowski.
Dąbrowski, Dmytrowski, Dobrogojski, Dobrogost, Dobrogowski, Dobrowolski, Domański, Drążdzewski, Drożewski, Dymitrowski.
Gasparski, Gąsiorowski, Gąsiorski, Giżycki, Gojlewicz, Gojławicz, Gorski, Goszczymiński, Gościemiński, Gościmiński, Gościmski, Graba, Grabia, Grabie, Grabkowski, Grablewski, Grabski, Graby, Gradowski, Gurewicz, Gzowski.
Hołuszkiewicz, Hrycenko, Hurewicz.
Igor.
Jałbrzyk, Jałbrzykowski, Jawczycz, Jawoysz.
Katrycz, Kijuć, Kniszewski, Kobecki, Kobeski, Kobiecki, Kociński, Koczyński, Kokotek, Kozikowski, Kroczowski, Kroczyński, Kroger, Krogier, Kukliński.
Lessel, Leśnia, Leśny, Lipski.
Łubkowski, Łuszczewski.
Mazowski, Mazuga, Mietelski, Mikosz, Miskowski, Misowski, Miszkowski, Moglęcki, Mokłak, Mokłok, Molmor, Musielewicz, Mussiulewicz.
Nasuticz, Nasutowicz, Nieparcki, Niepartski.
Olbrachcicki.
Pawłowski, Pazderski, Pieściorecki, Pieściorowski, Pieściorzecki, Pieścirowski, Psucki.
Radziński, Raszewski, Ratowt, Roszczkowski, Roszkowski, Ryński.
Sczuka, Sczypierski, Skaszewski, Skaszowski, Skuszewski, Sławiec, Słucki, Stasiewski, Strękowski, Szczuka, Szczypierski, Szczypiorski.
Świda, Świerczewski, Świerkowski, Świerzański, Świerzewski, Świeszewski, Świeszowski, Świeżewski.
Tabaczyński, Tabuniewicz.
Wabieński, Wacowski, Wadołowski, Wądołkowski, Wądołowski, Weiss, Węglewski, Węglowski, Wielogórski, Wirszyłł, Wirszyłło, Wisieński, Wisiński, Wiszeński, Wiszyński, Woleński, Woliński, Wypyski, Wyszeński, Wyszyński.
Zaruski, Zawisza, Złoczewski, Złoczkowski, Złoczowski, Zwierzchowski.
Żupanowski, Żupranowski.

## Historia
Jan Długosz o nim powiada, że z Czech do Polski przyniesiony za Wacława Króla przez Grabię Czecha, ten osiadł w Sieradzkiem, niedaleko Piotrkowa na dobrach Wola nazwanych: od którego Grabiną Wolą nazwano ją: jakoż i Petra sancta cap. 63. pisze, że na Śląsku Lasseliuszowie tego herbu używali".
Juliusz hr. Ostrowski podaje: Jeden z najstarszych herbow naszych — wzmianki o nim znajdują się w zapiskach sądowych z początku XIV stulecia; ma pochodzić z Czech. Chlewiotki po dziś dzień u Mazurów znaczy grabie.
Piotr Nałęcz Małachowski dodaje "z Czech do Polski przybył w Roku 1302, za Czasów Panowania Wacława Króla razem Polskiego i Czeskiego".
Pieczęć tę od 1287 używała szlachta Czech.
Najstarsza pieczęć: Pieczęć Jerzego z Kociny z 1345.
Pojawia się pierwszy raz w źródłach pisanych w 1398.